# Musée Lénine de Tampere
Le Musée Lénine (finnois : Lenin-museo) est un musée située dans le quartier de Kaakinmaa à Tampere en Finlande.

## Histoire
Le musée est situé dans la partie la plus ancienne de la maison des travailleurs de Tampere, où se tenaient les réunions secrètes du parti ouvrier social-démocrate de Russie et où en 1905 Vladimir Ilitch Lénine et Joseph Staline se rencontrent pour la première fois.
Jusqu'en 2013, le musée est la propriété de l'association Finlande-Russie et son directeur était Aimo Minkkinen.
Au début 2014, le musée Lénine et le musée Werstas de la classe ouvrière ont fusionné,.

## Prix
En 1986, le Soviet suprême de l'Union soviétique a cité le musée à l'ordre de l'Amitié des peuples.